# سيرجيو أكيمي
سيرجيو أكيمي (بالإسبانية: Sergio Akieme Rodríguez)‏ (16 ديسمبر 1997 بمدريد في إسبانيا - ) هو لاعب كرة قدم إسباني في مركز الدفاع. لعب مع رايو فايكانو.

## روابط خارجية
- سيرجيو أكيمي على موقع الاتحاد الأوربي (الإنجليزية)
- سيرجيو أكيمي على موقع قاعدة بيانات كرة القدم.إي يو (الإنجليزية)
- سيرجيو أكيمي على موقع Soccerway.com (الإنجليزية)
- سيرجيو أكيمي على موقع عالم كرة القدم.نت (الإنجليزية)
- سيرجيو أكيمي على موقع AS.com (الإسبانية)